# Lago Ried bei Leeheim
El lago Ried bei Leeheim (en alemán: Riedsee bei Leeheim) es un lago situado a pocos kilómetros al oeste de la ciudad de Fráncfort del Meno, en el distrito rural de Groß-Gerau, en el estado de Hesse (Alemania), a una altitud de 80 metros; tiene un área de 24 hectáreas y una profundidad máxima de 38 metros.